# Liste des œuvres d'art de la Martinique
Cet article vise à recenser les œuvres d'art dans l'espace public de la Martinique, en France.

## Liste
Les œuvres sont classées par ordre alphabétique de communes et, au sein de celles-ci, par ordre chronologique d'installation, dans la mesure des informations disponibles.

### Sculptures
| Œuvre                            | Auteur          | Commune        | Localisation                                                                                   | Notes                        | Installation | Coordonnées                         | Illustration               |
| -------------------------------- | --------------- | -------------- | ---------------------------------------------------------------------------------------------- | ---------------------------- | ------------ | ----------------------------------- | -------------------------- |
| Restitution 2                    | Victor Anicet   | Fort-de-France | Collège Cassien-Sainte-Claire                                                                  |                              | 2002         | 14° 37′ 08″ nord, 61° 02′ 15″ ouest | Image manquante            |
| Cap 110                          | Laurent Valère  | Le Diamant     | À déterminer                                                                                   |                              | 1998         | 14° 27′ 51″ nord, 61° 02′ 47″ ouest | Martinique                 |
| Larmes de fonte                  | Arman           | Le Morne-Rouge | Place Julien Catayée                                                                           |                              | 1996         | 14° 46′ 25″ nord, 61° 08′ 05″ ouest | Image manquante            |
| Sans titre                       | Victor Anicet   | Saint-Pierre   | Cathédrale Notre-Dame-du-Bon-Port                                                              |                              | 2006         | 14° 44′ 40″ nord, 61° 10′ 19″ ouest | Image manquante            |
| L'Arbre à tambours/Piébwa tambou | Frédéric Jaudon | Schœlcher      | Université des Antilles Guyane, bâtiments DEUG SV et Institut universitaire de technologie HSE |                              | 2009         | 14° 37′ 10″ nord, 61° 05′ 39″ ouest | Image manquante            |
| Statue de Victor Schœlcher       | À déterminer    | Schœlcher      | À déterminer                                                                                   | Représente Victor Schœlcher. | À déterminer | à géolocaliser                      | Statue de Victor Schœlcher |

### Monuments aux morts
| Œuvre | Auteur | Commune | Localisation | Notes | Installation | Coordonnées | Illustration |
| ----- | ------ | ------- | ------------ | ----- | ------------ | ----------- | ------------ |

### Fontaines
| Œuvre    | Auteur       | Commune      | Localisation              | Notes | Installation | Coordonnées    | Illustration                                               |
| -------- | ------------ | ------------ | ------------------------- | ----- | ------------ | -------------- | ---------------------------------------------------------- |
| Fontaine | À déterminer | Saint-Esprit | Rue Capitaine Pierre-Rose |       | 1924         | à géolocaliser | Fontaine« Fontaine à boire à Saint-Esprit », sur e-monumen |

### Œuvres disparues ou retirées
| Œuvre                                   | Auteur                                | Commune        | Localisation                                                       | Notes                                                                                                   | Installation | Coordonnées                         | Illustration                                                                                            |
| --------------------------------------- | ------------------------------------- | -------------- | ------------------------------------------------------------------ | --- | ------------ | ----------------------------------- | --- |
| Statue de l'impératrice Joséphine       | Vital Gabriel Dubray                  | Fort-de-France | Sur la place de la Savane (en)                                     | Inscrit MH (1992). Détruite le 26 juillet 2020 par quelques militants anticolonialistes.                | 1859         | 14° 36′ 14″ nord, 61° 04′ 04″ ouest | Statue de l'impératrice Joséphine                                                                       |
| Statue de Victor Schœlcher              | Anatole Marquet de Vasselot           | Fort-de-France | Dans le square Victor Schœlcher, devant l'ancien palais de justice | Représentait Victor Schœlcher. Détruite le 22 mai 2020 par plusieurs militants anticolonialistes.       | 1904         | 14° 36′ 18″ nord, 61° 04′ 09″ ouest | Statue de Victor Schœlcher                                                                              |
| Statue de Pierre Belain d'Esnambuc (en) | À déterminer                          | Fort-de-France | Sur la place de la Savane (en)                                     | Représentait Pierre Belain d'Esnambuc. Détruite le 26 juillet 2020 par des militants anticolonialistes. | 1935         | à géolocaliser                      | Statue de Pierre Belain d'Esnambuc (en)« Monument à Belain d'Esnambuc à Fort-de-France », sur e-monumen |
| Fontaine Wallace                        | Copie d'après Charles-Auguste Lebourg | Fort-de-France | Avenue Jean-Jaurès                                                 | A été retirée[Quand ?].                                                                                 | À déterminer | à géolocaliser                      | Image manquante                                                                                         |